# محمد أحمد صالح
محمد أحمد صالح باحث وكاتب عراقي متخصص في مجال الإعلام والتواصل.
نشر أغلب دراساته وأبحاثه في مجالات عربية تعنى بقضايا البرمجة المعلوماتية وتكنولوجيا الاعلام وتأثيرتها الاجتماعية وتبين سيرته العلمية أن تخصصه الأكاديمى في اجتماعيات التنمية الريفية، وتحديدا في التغيير المعلوماتى والمعرفى للريفيين، لكن مع تطور الوسائل الجديدة لتبادل المعلومات، وظهور التخصصات الثقافية المتغيرة، أصبح من السهولة تغيير التخصص والاهتمامات بين المفكرين والمثقفين والأكاديميين، وحدث تحول في اهتماماته الفكرية والعلمية أثناء الدراسة والتدريس والبحث في مجال تأثيرات التكنولوجيا على النسق الاجتماعى الريفى بداية من المحراث البلدى حتى الإنترنت، وأصبح مهتما أكثر بالتأثيرات السياسية والاجتماعية لثورة المعلومات، وخاصة بالفرع العلمي الجديد الذي بدأ ينمو، وموضوعه الأساسي التغيير الاجتماعى الناشئ نتيجة تطبيقات وممارسات تكنولوجيات المعلومات والاتصال (بالإنجليزية: Social Informatics)‏، والترجمة الحرفية لها هي المعلوماتية الاجتماعية، ولكنها لا تعكس بالعربية المعنى بوضوح، وإذا ترجمناها وظيفيا نقول اجتماعيات المعلوماتية أو سيسولوجيا المعلوماتية، وهى مجال البحوث والدراسات التي تختبر تصميم واستعمالات وتطبيقات ونتائج تكنولوجيات المعلومات والاتصالات في تفاعلها مع السياقات الاجتماعية والثقافية.

## أعماله فكرية بهذا المجال
- الكتاب الأول: صادر عن مركز البحوث العربية بالقاهرة عام 2001 تحت عنوان الإنترنت والمعلومات بين الأغنياء والفقراء،
- الكتاب الثاني: صا دار الفكر بدمشق في يونيو عام 2004 تحت عنوان ثقافة مجتمع الشبكة،
- الكتاب الرابع: تحت عنوان أثنوجرافيا الإنترنت وهو كتاب إليكترونى على الخط انطلق يوم 12 مايو 2005 من دار النشر الإليكترونية [http://www.kotobarabia.com
- الكتاب الخامس: صدر يوم 5-7-2005 عن دار الهلال بالقاهرة تحت عنوان صدمة الإنترنت وأزمة المثقفين
- الكتاب السادس: التكنولوجيا وإعادة إنتاج المجتمع: أطفال الإنترنيت، من إصدارات سطور الجديدة عام 2005.

من ناحية أخرى يتركز اهتمامه الأكاديمى بتطبيقات هذا الفرع في التنمية الريفية، وله العديد من المؤلفات والابحاث الأكاديمية في تخصصة.

## النشاط الإبداعي الأدبي والإعلامي
يكتب بصفة منتطمة في مجلة سطور، وبصفة دورية في مجلة العربي الكويتية، ومجلة الهلال.